# Arend Isaac Diepenhorst
Arend Isaac Diepenhorst (Rotterdam, 27 november 1919 – Zeist, 1 augustus 2004) was een Nederlands econoom en bedrijfskundige, hoogleraar bedrijfshuishoudkunde aan de Rijksuniversiteit Groningen en aan de Erasmus Universiteit Rotterdam, en rector magnificus in Rotterdam. Hij is geprezen als grondlegger van het universitair onderwijs in financiering van de onderneming en belegging.

## Levensloop

### Jeugd en opleiding
Diepenhorst, lid van de familie Diepenhorst en zoon van Gerrit Arnoldus Diepenhorst en Segerina Roelofje Mulder, werd geboren en groeide op in Rotterdam. Zijn vader was Kamerlid geweest voor de ARP, en zijn oudere broer was Isaäc Arend Diepenhorst (1916-2004), de latere hoogleraar strafrecht en Minister van Onderwijs en Wetenschappen.
Diepenhorst studeerde economie, en promoveerde cum laude in de economische wetenschappen aan de Rijksuniversiteit Groningen op 22 juni 1951 op het proefschrift getiteld "Het element der onzekerheid in de bedrijfseconomische problematiek". Diepenhorst was in Groningen de eerste, die promoveerde aan de Economische faculteit aldaar. Deze faculteit was daar drie jaar eerder gestart.

### Academische carrière en verder
In 1949 werd Diepenhorst in Groningen benoemd tot lector in de bedrijfshuishoudkunde aan de faculteit der Economische Wetenschappen onder Jacob Louis Mey. Van 1956 tot 1962 was hij daar hoogleraar in de bedrijfshuishoudkunde. In 1962 verhuisde hij naar Rotterdam, waar hij tot 1984 hoogleraar bedrijfshuishoudkunde was aan de Nederlandse Economische Hogeschool, sinds 1972 Erasmus Universiteit Rotterdam, en diende daar als rector magnificus in het studiejaar 1967-1968.
Bij zijn afscheid als hoogleraar in Rotterdam in 1984 was Diepenhorst onderscheiden met de Wolfert van Borselenpenning, die was uitgereikt door burgemeester Bram Peper.
Diepenhorst en zijn broer waren begin jaren 1990 eigenaar van de Nederlandse lingerieketen De Kroon, die mede door de opkomst van grotere lingerieketens als Hunkemöller en Livera ten onder ging.

## Publicaties
- Diepenhorst, A.I. Het element der onzekerheid in de bedrijfseconomische problematiek. Dissertatie Rijksuniversiteit Groningen, Noord-Hollandsche Uitgevers Maatschappij
- Diepenhorst, A.I. Sociale zekerheid en financiering, Openbare les 4 april 1949. Rijksuniversiteit Groningen.
- Diepenhorst, Arend Isaac. Een bedrijfseconomisch model voor de problemen van waarde en winst. Muusses, 1955.
- Diepenhorst, Arend Isaac. Vermogenskosten, vermogensopbrengsten, financiële structuur en financiële politiek. Erasmus Universiteit, 1977.
- Diepenhorst, Arend Isaac. Vennootschappelijke of particuliere schuldaanvaarding gevolgd door Elkaar compenserende fouten. Erasmus Universiteit, 1978.

Artikelen, een selectie:
- Diepenhorst, Arend Isaac. "Beschouwingen over de optimale financiële structuur van de onderneming". De Economist 110.12 (1962): 799-812.